# محاسبة بيئية
المحاسبة البيئية (بالإنجليزية: Environmental accounting) هي مجموعة فرعية من المحاسبة الدقيقة، تهدف إلى إدراج المعلومات الاقتصادية والبيئية. يمكن أن تُجرى على مستوى الشركات أو على مستوى الاقتصاد الوطني من خلال نظام المحاسبة البيئية والاقتصادية المتكاملة، وهو عبارة عن نظام سواتل بيئية للمحاسبة الوطنية للدول (من بين أمور أخرى، تنتج الحسابات الوطنية تقديرات الناتج المحلي الإجمالي المعروفة باسم الناتج المحلي الإجمالي، جي دي بي).
تُعدّ المحاسبة البيئية حقل لتحديد استخدام الموارد، إذ يقيس تكاليف التأثير الاقتصادي الذي تخلّفه أي شركة على البيئة. وهذه تشمل تكاليف تنظيف أو إصلاح المواقع الملوثة والغرامات البيئية والعقوبات والضرائب وشراء تقنيات للحدّ من التلوث وتكاليف إدارة النفايات.
يتكوّن نظام المحاسبة البيئية من المحاسبة التقليدية والمحاسبة الايكولوجية المتمايزة بيئيًا. تقيس المحاسبة المتمايزة بيئيًا تأثيرات البيئة الطبيعية على الشركة من الناحية المالية. كما تقيس المحاسبة البيئية تأثير الشركة على البيئة، ولكن من الناحية المادية.

## أسباب الاستخدام
توجد مزايا عديدة للمحاسبة البيئية بالنسبة للأعمال التجارية؛ ولاسيما في إمكانية قياس التكاليف الكاملة، بما في ذلك المعالجة البيئية والآثار البيئية طويلة الأمد والعوامل الخارجية.
يمكن الحصول على مزيد من المعلومات عن النظام الساتلي للحسابات البيئية من هنا: نظام المحاسبة البيئية والاقتصادية المتكاملة.

## الحقول الفرعية
يتم تنظيم المحاسبة البيئية ضمن ثلاثة تخصصات فرعية هي: المحاسبة البيئية العالمية والوطنية والمحاسبة البيئية للشركات على التوالي. ويمكن تقسيم المحاسبة البيئية للشركات إلى محاسبة الإدارة البيئة والمحاسبة المالية البيئية.
- المحاسبة البيئية العالمية هي منهجية محاسبية تتناول مجالات تشمل النشاط والبيئة والاقتصاد على المستوى العالمي.
- المحاسبة البيئية الوطنية هي نهج محاسبية يتعامل مع الاقتصاد على مستوى البلد.

على الصعيد الدولي، أضفى الطابع الرسمي على المحاسبة البيئية في نظام المحاسبة البيئية والاقتصادية المتكاملة، يُعرف باسم (سي إي إي إيه). وهو نظام انبثق من نظام المحاسبة الوطنية. وهو يعمل على تسجيل تدفقات المواد الخام (المياه والطاقة والمعادن والخشب، وما إلى ذلك) من البيئة إلى الاقتصاد، وتبادل هذه المواد داخل الاقتصاد، وعودة النفايات والملوثات إلى البيئة. إلى جانب تسجيله أسعار هذه المواد أو أسعارها الوهمية وكذلك نفقات حماية البيئة. يتم استخدام نظام (سي إي إي إيه) في 49 دولة حول العالم.
- تركز المحاسبة البيئية للشركات على هيكل التكلفة والأداء البيئي للشركة.
- تركز محاسبة الإدارة البيئية على اتخاذ القرارات المتعلقة باستراتيجيات الأعمال الداخلية. ويمكن تعريفها على النحو التالي:

«.. تحديد نوعين من المعلومات وجمعهما وتحليلهما واستخدامهما في صنع القرار الداخلي:
1) معلومات مادية عن استخدام الطاقة وتدفقها ومصائرها إلى جانب المياه والمواد (بما في ذلك النفايات) و
2) معلومات مالية عن التكاليف والأرباح والمدخرات المتعلقة بالبيئة.
كجزء من مشروع محاسبة الإدارة البيئة في ولاية فيكتوريا في أستراليا، أُجريت أربع دراسات ضمن مشروع عام 2002 شمل مدرسة (كلية السيدات الميثودية، بيرث) وشركة تصنيع البلاستيك (شركة كورماك إل تي دي في سيدني) وموفر الخدمات المكتبية (قسم خدمات إيه إم بي) وصناعة الصوف (جي إتش ميشيل آند سونز). شارك في المشروع أربعة من كبار التجار وصاحبي الشركات؛ شركة كيه بي إم جي (ملبورن)، وشبكة خدمات برايس ووتر هاوس كوبرز (سيدني)، والبروفيسور كريغ ديغان من المعهد الملكي للتكنولوجيا (ملبورن)، وشركة بي دو أو الاستشارية (بيرث). في فبراير عام 2003، أطلق وزير البيئة في ولاية فيكتوريا، جون ثوايتس، التقرير الذي أوجز نتائج الدراسات.
دُعِمت هذه الدراسات من قِبَل إدارة البيئة والتراث التابعة للحكومة الاتحادية الأسترالية، ويبدو أنها طبّقت بعض المبادئ الواردة في منشور شعبة التنمية المستدامة التابعة للأمم المتحدة: إجراءات ومبادئ المحاسبة المتعلقة بالإدارة البيئية (2001).
- تُستخدم المحاسبة المالية البيئية لتوفير المعلومات التي يحتاجها أصحاب المصالح الخارجيين حول الأداء المالي للشركة. إذ يسمح هذا النوع من المحاسبة بإعداد تقارير مالية للمستثمرين والمقرضين وغيرهم من الأطراف المهتمة.
- تشمل محاسبة تخفيض الانبعاثات المعتمدة الاعتراف بالانبعاثات المالية وغير المالية ورصدها، وانبعاثات الغازات الدفيئة (جي إتش جي) على جميع مستويات سلسلة القيمة، إلى جانب تقييم آثار أرصدة الانبعاثات هذه على دورة الكربون للنظم الإيكولوجية.[3]

## وصلات خارجية
- United Nations Environmental Accounting
- Green Accounting for Indian States Project